# Tanganoides
Tanganoides – rodzaj pająków z rodziny Amphinectidae.
Rodzaj ten został opisany w 2003 roku przez Valerie Todd Davies jako Tangana (co w języku tasmańskich Aborygenów oznacza pająka), a gatunkiem typowym wyznaczona Tangana greeni. Nazwa Tangana była jednak młodszym homonimem rodzaju prostoskrzydłych i w 2005 roku ten sam autor podał nową nazwę rodzaju: Tanganoides.
Pająki te osiągają między 10 a 20 mm długości ciała. Szczękoczułki kolankowato zgięte, na każdym 2 zęby tylno-brzeżne i 2 przednio-brzeżne, a pomiędzy nimi jeszcze rządek drobnych ząbków. Nadstopia wszystkich par odnóży krocznych z grzebieniami czyszczącymi. Kolce na stopach odnóży dwóch ostatnich par mniejsze niż na pozostałych ich członach. Samiec ma goleń nogogłaszczków z długą, listewkowatą apofizą retrowentralną i wciętą, opatrzoną dwoma wyrostkami apofizą retrolateralną. Pozbawiony jest prolateralnej apofizy tegularnej. W skład jego aparatu kopulacyjnego wchodzi krótki i gruby embolus, mały i błoniasty konduktor oraz ruchoma, na szczycie rozgałęziona apofiza medialna. Zwykle obecne jest również niewielki paracymbium. Samica odznacza się dużymi speramtekami, silnie zesklerotyzowanymi przewodami inseminacyjnymi i obecnością bocznych ząbków na epipygium.
Należy tu 6 opisanych gatunków:
- Tanganoides acutus (Davies, 2003)
- Tanganoides clarkei (Davies, 2003)
- Tanganoides collinus (Davies, 2003)
- Tanganoides greeni (Davies, 2003)
- Tanganoides harveyi (Davies, 2003)
- Tanganoides mcpartlan (Davies, 2003)

Wszyscy przedstawiciele są endemitami Tasmanii, spotykanymi pod kłodami i kamieniami. Niektóre gatunki występują sympatrycznie.